# McDonald Mariga
McDonald Mariga Wanyama (Nairobi, 4 april 1987) is een Keniaans voetballer die bij voorkeur als middenvelder speelt. Zijn jongere broer Victor Wanyama is ook betaald voetballer.

## Loopbaan
Mariga speelde in zijn jeugd voor diverse clubs in Kenia. In 2005 kwam hij bij Enköpings SK in de Zweedse derde divisie. Een jaar later ging hij naar de Zweedse titelkandidaat Helsingborgs IF, waar hij doorbrak als middenvelder. Parma FC huurde hem van Helsingborgs en nam hem in 2008 definitief over.
Eind januari 2010 ging hij naar Internazionale, dat met Parma mede-eigenaar van de speler werd. De op dat moment 22-jarige Afrikaan had op het laatste moment een transfer naar Manchester City zien afketsen door problemen met het verkrijgen van een werkvergunning in Engeland. Internazionale reageerde snel en gaf Mariga een contract tot medio 2014. Inter leende vervolgens de Braziliaanse middenvelder Amantino Mancini uit aan aartsrivaal AC Milan.
Tussen januari 2012 en juni 2012 speelde Mariga voor Parma. Daarna speelde hij zes maanden voor Inter. Op 31 januari 2013 verhuurde Inter Mariga opnieuw aan Parma. Voor die club speelde hij ook in het seizoen 2014/15. Nadat hij een half jaar geen club had, speelde hij van januari 2016 tot medio 2017 voor US Latina Calcio in de Serie B. In het seizoen 2017/18 speelde hij bij Real Oviedo in de Segunda División.

## Clubstatistieken
| seizoen | club            | land   | competitie       | duels | goals |
| ------- | --------------- | ------ | ---------------- | ----- | ----- |
| 2005/06 | Enköpings SK    | Zweden | Division 1       | 1     | 0     |
| 2006/07 | Helsingborgs IF | Zweden | Allsvenskan      | 37    | 6     |
| 2007/08 | Parma           | Italië | Serie A          | 18    | 0     |
| 2008/09 | Parma           | Italië | Serie A          | 35    | 3     |
| 2009/10 | Parma           | Italië | Serie A          | 9     | 1     |
| 2009/10 | Internazionale  | Italië | Serie A          | 9     | 1     |
| 2010/11 | Internazionale  | Italië | Serie A          | 6     | 0     |
| 2011/12 | → Real Sociedad | Spanje | Primera División | 14    | 0     |
| 2011/12 | → Parma         | Italië | Serie A          | 11    | 1     |
| 2012/13 | Internazionale  | Italië | Serie A          | 1     | 0     |
| 2012/13 | → Parma         | Italië | Serie A          | 2     | 0     |
| 2013/14 | Internazionale  | Italië | Serie A          | 0     | 0     |
| 2014/15 | Parma           | Italië | Serie A          | 6     | 0     |
| Totaal  | Totaal          | Totaal | Totaal           | 149   | 12    |

## Erelijst
Internazionale
- UEFA Champions League

2009/10
- Wereldkampioen clubteams

2010
- Kampioen Serie A

2009/10
- Coppa Italia

2009/10, 2010/11
- Supercoppa

2010